# Pachycormus discolor
Pachycormus  es un género monotípico de plantas,  perteneciente a la familia de las Anacardiaceae. Su única especie: Pachycormus discolor (Benth.) Coville, es originaria de México en Baja California.

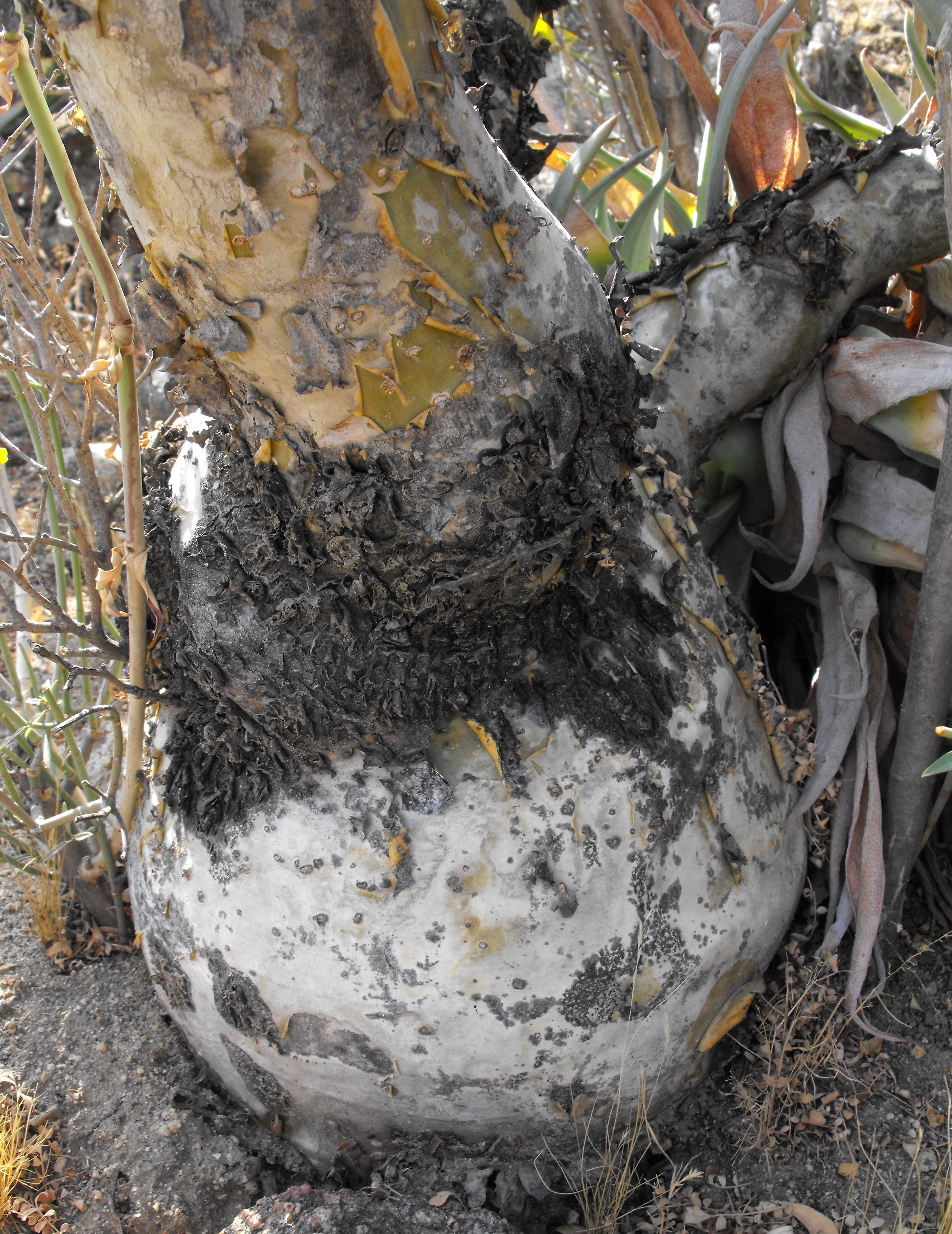
Vista del tronco

## Descripción
Los árboles alcanzan un tamaño de 5 m de alto y de ancho, son ligeramente tolerantes a las heladas. Las plantas se desarrollan mejor a pleno sol. La corteza exterior exfoliante es de color blanco que revela una corteza interna azul-verde, fotosintética. Las hojas de color verde oscuro, pinnadas, pubescentes, de hojas caducas cuando hay sequía. Flores de color crema con centros rosados que aparecen en mayo, y pueden florecer en septiembre, en función de los niveles de humedad.

## Taxonomía
Pachycormus discolor fue descrita por (Benth.) Coville y publicado en Century Dictionary and Cyclopaedia (rev. ed.): 6708, en el año 1911.
Etimología
Pachycormus: nombre genérico que deriva de las palabras pachy para "gruesa" y kormos para "tronco", en referencia al grueso tronco. 
discolor: epíteto latino que significa "sin color".
Variedades aceptadas
- Pachycormus discolor var. pubescens (S.Watson) Gentry
- Pachycormus discolor var. veatchiana (Kellogg) Gentry

Sinonimia
- Schinus discolor Benth.[3]